# Aggressors: Ancient Rome
Aggressors: Ancient Rome è un videogioco strategico a turni sviluppato dalla Kubat Software e pubblicato dalla Slitherine il 30 agosto 2018 per Microsoft Windows. È disponibile anche su GOG.com.

## Modalità di gioco
Il gioco è uno strategico a turni che fa parte del modello 4X, fondato da giochi come Civilization. Il giocatore veste i panni del capo supremo di una nazione, che ha il compito di prendere importanti decisioni in campo economico, militare, tecnologico, sociale e culturale.
Durante il gioco, il giocatore si troverà a fondare città, costruire edifici, imporre aggiornamenti, gestire la diplomazia, prendere le decisioni dello stato (ad esempio i giochi, il lavoro forzato, o una parata militare) che danno benefici (ma anche malus) temporanei, gestire il tasso demografico, la lealtà, le provviste cittadine e il morale delle truppe, o anche cambiare forma di governo.
Molte meccaniche di gioco complesse possono essere disattivate, mentre altre gli sono "nascoste". Grazie anche alle mappe casuali (ma anche se si sceglie uno scenario standard), è possibile scegliere il livello di gestione più adatto al proprio stile di gioco: alle difficoltà più basse il giocatore può concentrarsi pienamente sulla conquista territoriale senza dare troppo attenzione alle complessità, mentre alti livelli di difficoltà portano a nuove sfide.
Durante una sessione diplomatica, è possibile vedere i rapporti di ognuna delle fazioni presenti nel gioco con tutte le altre, anche attraverso delle linee tratteggiate:
- Rossa: le due fazioni sono in guerra con l'altra fazione, e la seconda fazione possiede l'icona di due spade incrociate come segno.
- Grigia: le due fazioni sono in pace con l'altra fazione.
- Blu: c'è una rotta commerciale tra le due fazioni.
- Verde: le due fazioni sono alleate.
- Gialla: una delle due fazioni si trova in una confederazione o una federazione con l'altra.

Durante la visualizzazione diplomatica di una fazione, non solo si può scegliere di firmare un trattato che consente diverse funzioni, o di proporre un'offerta commerciale anche limitata, ma anche di visualizzare l'atteggiamento nei loro confronti (ovviamente dipeso dai rapporti passati) e il morale del proprio esercito contro di loro (se sono in guerra). Se la fazione del giocatore è in guerra con un'altra, è possibile aprire una nuova schermata chiamata "morale esercito", contenente una lista di metodi per migliorare il morale e lo spirito d'iniziativa nei confronti dell'avversario. Inoltre, è anche possibile costringere un'altra fazione a cancellare una pace con una terza fazione, e, come detto prima, segnare una confederazione (e quindi la fazione diverrà vassalla), una federazione (i territori e le unità della fazione passeranno al giocatore, ma potrebbe ribellarsi e rendersi di nuovo indipendente se non gestisce per bene le sue risorse) o addirittura un'annessione (e qui la fazione cesserà di esistere).
Durante il gioco, è possibile anche ricercare delle tecnologie, ognuna delle quali sblocca nuove unità, strutture, forme di governo e/o miglioramenti. Per ricercare una tecnologia servono oro e punti conoscenza, due delle risorse necessarie per l'impero insieme al cibo, al legname, al ferro, alla pietra, al carbone e all'influenza, quest'ultima necessaria per certi specifici accordi diplomatici.
Tre sono le condizioni di vittoria: supremazia militare (possedendo un territorio equivalente alla maggioranza del territorio della mappa, volendo con tante unità militari), dominio culturale o vittoria tecnologica.
Inoltre, durante la campagna dell'antica Roma, sono presenti degli obiettivi storici per ogni nazione presente nel gioco (ad esempio, tra gli obiettivi iniziali dei Cartaginesi troviamo la conquista della Sicilia e il consolidamento della Spagna, mentre nel caso dei Romani troviamo la conquista della Gallia Cisalpina).

### Fazioni della campagna dell'Antica Roma
La prima cosa da fare prima di iniziare una qualsiasi partita è scegliere la fazione di cui prendere le redini. È possibile impostare separatamente la difficoltà dell'IA di ogni fazione non controllata dalla fazione e quella della campagna, oltre che attivare o disattivare il tutorial di base e quello avanzato (quindi è possibile iniziare una partita anche con entrambi i tutorial o con solo uno di essi). Tuttavia, tale opzione è disponibile solo per Roma, Cartagine ed Egitto, in quanto la situazione iniziale è molto complessa per tutte le altre fazioni. La campagna standard inizia nel 278 a.C., e dispone di numerose fazioni, comprese le tribù germaniche, gli Odrisi e i Lusitani.

### Mappa casuale
Oltre alla campagna standard, è possibile creare partite su mappe casuali, con molte possibilità di variabili come le dimensioni della mappa, la sua tipologia, il clima, la quantità degli avversari, la difficoltà e lo sviluppo.

### Forme di governo
- Monarchia: Incrementa la produzione di carbone, pietra e ferro, ma rallenta leggermente la crescita demografica e la generazione di punti Conoscenza.
- Aristocrazia: Incrementa la produzione di pietre, carbone e cibo, ma ha effetti negativi sulla produzione di oro e sulla crescita demografica.
- Democrazia: Incrementa la produzione di oro e cibo e la crescita demografica, ma ha effetti negativi sulla crescita tecnologica e sulla produzione di carbone e ferro.
- Repubblica: Incrementa leggermente la produzione di oro, cibo e pietra, e bilancia l'uso delle risorse.
- Impero: Incrementa la produzione di tutte le risorse tranne l'oro, ma rallenta la generazione di punti Conoscenza.
- Despotismo: Incrementa in modo significativo la produzione di pietra, ferro e carbone, ma ha effetti negativi su tutte le altre risorse.

## Accoglienza
| Testata                               | Giudizio |
| ------------------------------------- | -------- |
| Metacritic (media al 30 gennaio 2020) | 76/100   |
| Eurogamer                             | 8/10     |
| Multiplayer.it                        | 8,5/10   |
| Everyeye.it                           | 5/10     |

Aggressors: Ancient Rome ha avuto un'accoglienza positiva, con voti di 76/100 da parte del sito Metacritic. Altri siti hanno riportato voti come un 8/10 da Eurogamer e un 8,5 da Multiplayer.it.

## Mod
- Centurion: mod che estende la mappa sulla Britannia e sull'Armenia. Presenta anche lo scenario Guerre Galliche.
- Ancient Orient BC1000
- Sengoku